# Hunky and Spunky
Hunky and Spunky ist ein US-amerikanischer animierter Kurzfilm von Dave Fleischer aus dem Jahr 1938.

## Handlung
Eselsmutter Hunky und ihr Eselfohlen Spunky sind in der Wüste unterwegs. Hunky lehrt Spunky unter anderem richtig zu wiehern und an das Wasser von Kakteen zu kommen. Als sich Spunky mit einem weißen Häschen bekannt macht, legt sich Hunky zu einem Schläfchen nieder.
Spunky und das Häschen springen um die Wette. Es erscheint ein schwer beladener Mann, der Spunky mit einem Apfel ködert, einfängt und das kleine Tier als Lastesel für seine zahlreichen Waren nutzt. Spunky schreit verzweifelt nach seiner Mutter. Die erwacht erst, als Spunky bereits einen Berg hinauf gezogen wurde. Sie eilt ihrem Kind zu Hilfe, durchtrennt das Halteseil und wirft den Bösewicht zunächst in sein Haus und tritt dieses dann auf einen entfernt gelegenen Felsen. Beide Esel wiehern froh und ziehen weiter.

## Produktion
Hunky and Spunky erschien am 24. Juni 1938 als Teil der Fleischer-Trickfilmserie Color Classics. Der Trickfilm war zudem der Beginn einer eigenen Hunky-and-Spunky-Trickfilmserie innerhalb der Color-Classics-Reihe. Bis 1941 entstanden sechs weitere Trickfilme um das Esel-Duo. Sämtliche Trickfilme wurden in Technicolor gedreht.

## Auszeichnungen
Hunky and Spunky wurde 1939 für einen Oscar in der Kategorie „Bester animierter Kurzfilm“ nominiert, konnte sich jedoch nicht gegen Disneys Ferdinand, der Stier durchsetzen.